# Viêm khớp phản ứng
Viêm khớp phản ứng, trước đây gọi là hội chứng Reiter, là một dạng viêm khớp viêm  phát triển để đáp ứng với nhiễm trùng ở một bộ phận khác của cơ thể (phản ứng chéo). Tiếp xúc với vi khuẩn và phát triển nhiễm trùng có thể kích hoạt bệnh. Vào thời điểm bệnh nhân có các triệu chứng, thường thì nhiễm trùng "kích hoạt" đã được chữa khỏi hoặc đã thuyên giảm trong các trường hợp mãn tính, do đó khiến việc xác định nguyên nhân ban đầu trở nên khó khăn.
Viêm khớp thường được kết hợp với các triệu chứng đặc trưng khác; điều này trước đây được gọi là hội chứng Reiter, bệnh Reiter hoặc viêm khớp Reiter. Thuật ngữ "viêm khớp phản ứng" được ưa chuộng và ngày càng được sử dụng như là một thay thế cho danh hiệu này vì Hans Conrad Julius Reiter không phải là người đầu tiên mô tả hội chứng, kết luận của ông về sinh bệnh học của nó đã sai, và vì ông là tội phạm chiến tranh với tư cách một bác sĩ làm việc cho phát xít ở trại tập trung Buchenwald trong Thế chiến II.
Các biểu hiện của viêm khớp phản ứng bao gồm bộ ba triệu chứng sau đây: viêm khớp ở khớp lớn, viêm mắt dưới dạng viêm kết mạc hoặc viêm màng bồ đào và viêm niệu đạo ở nam giới hoặc viêm cổ tử cung ở phụ nữ. Viêm khớp xảy ra đơn lẻ sau khi tiếp xúc tình dục hoặc nhiễm trùng đường ruột còn được gọi là viêm khớp phản ứng. Bệnh nhân cũng có thể hiện diện với tổn thương da và niêm mạc, cũng như lớp da dày như tổn thương của bệnh vẩy nến. Viêm khớp bám gân có thể liên quan đến gân Achilles dẫn đến đau gót chân. Không phải tất cả những người bị bị bệnh có tất cả các biểu hiện trên.
Mô hình lâm sàng của viêm khớp phản ứng thường bao gồm viêm ít hơn năm khớp thường bao gồm khớp gối hoặc khớp cùng chậu (sacroiliac). Viêm khớp có thể là "phụ gia" (nhiều khớp bị viêm ngoài ra bị ảnh hưởng chủ yếu) hoặc "di cư" (khớp mới bị viêm sau khi vị trí bị viêm ban đầu đã được cải thiện).